# World Basketball Association
La World Basketball Association, nota con l'acronimo di WBA, è stata una lega semiprofessionistica di pallacanestro statunitense, nata con l'intento di preparare i cestisti ai campionati CBA, NBA D-League e NBA. Nata nel 2004, la lega ha sospeso le operazioni dopo la stagione 2013. I campionati si svolgevano nel periodo primaverile-estivo. La partecipazione era limitata a giocatori con cinque anni o meno di esperienza professionistica. Ogni squadra poteva avere solo due giocatori con cinque anni di esperienza nel roster e doveva avere un minimo di tre rookie.

## Lista delle squadre
| - Anderson Heat (2006) - Arkansas ArchAngels (2005-2006) - Atlanta Blaze (2012) - Atlanta Gamers (2012-2013) (come Gastonia Gamers nel 2012) - Bristol Crusaders (2004) - Cartersville Warriors (2006-2009) - Conyers Court Kings (2005-2013) (come Magic City Court Kings nel 2005-2006, come Decatur Court Kings nel 2008-2010) - Druid City Dragons (2006) - Florida Flight (2010) - Franklin Knights (2010) - Gainesville Knights (2004-2006) (come Raleigh Knights nel 2004) - Gulf Coast Bandits (2005) - Georgia Magic (2005-2013) (come Cleveland Majic nel 2005-2006, come Buford Majic nel 2008-2009, come Gwinnett Majic nel 2010-2012) - Gwinnett Ravia-Rebels (2007) - Jacksonville Bluewaves (2010) - Kentucky Reach (2004-2005) - Macon Blaze (2004-2005) | - Marietta Storm (2006-2011) - Mayas-USA (2007) - Memphis Tornadoes (2008-2009) (come Memphis Blues nel 2008) - Mississippi HardHats (2004-2008) (come Jackson Rage nel 2004, come Atlanta HardHats nel 2007) - Mississippi Miracles (2007) - Murfreesboro Musicians (2006) - North Mississippi Tornadoes (2006) - Rome Gladiators (2004-2013) - Rome Rage (2007-2009) (come Floyd County Rage nel 2007) - South Carolina Heat (2005) - Southern Crescent Lightning (2004-2005) - Tennessee Tornadoes (2011) - Texas Tycoons (2007) - Tri-State Crusaders (2008) - Tunica Gamblers (2005) - Tupelo Rock-n-Rollers (2009) - Upstate Heat (2011-2013) - Wilson HardHats (2007) |

## Albo d'oro
- 2004 -  S.C. Lightning
- 2005 -  Rome Gladiators
- 2006 -  Rome Gladiators
- 2007 -  Mayas-USA
- 2008 -  Decatur C. Kings
- 2009 -  Buford Majic
- 2010 -  Gwinnett Majic
- 2011 -  Gwinnett Majic
- 2012 -  Upstate Heat
- 2013 -  Upstate Heat